# Randeck (Mulda)
Randeck ist ein ehemaliges Waldhufendorf, das heute eine Gemarkung der sächsischen Gemeinde Mulda/Sa. im Landkreis Mittelsachsen ist. Es gilt als das älteste Uhrmacher- und Geigenbauerdorf des Erzgebirges.

## Geografie

### Lage

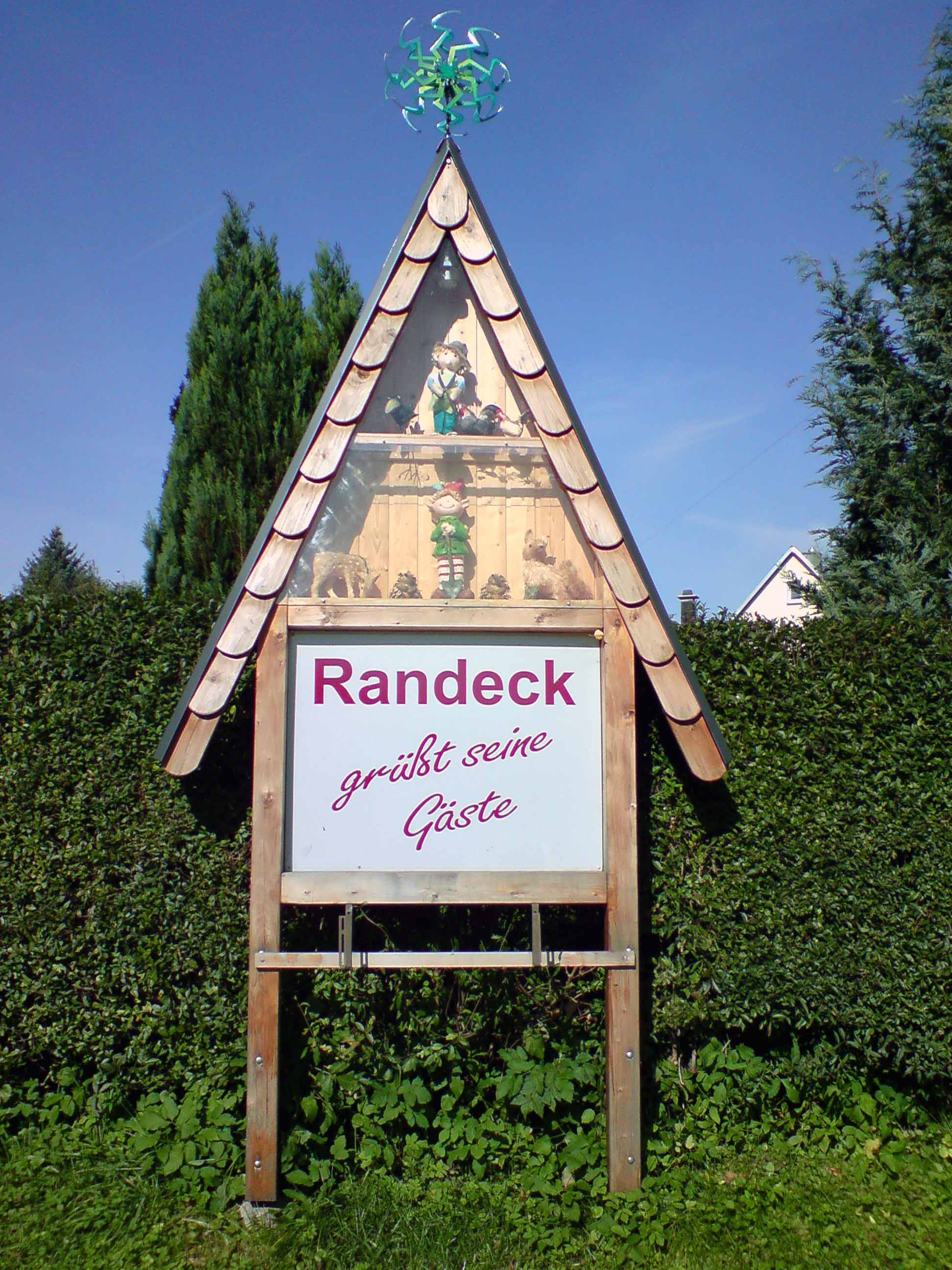
Begrüßungstafel in Randeck

Randeck liegt etwa 10 Kilometer südlich von Freiberg im Erzgebirge. Die Ortslage erstreckt sich am Unterlauf des Helbigsdorfer Bach bis zur Freiberger Mulde hin. Der bauliche Übergang zwischen Randeck und Mulda ist heute nahezu fließend.
Durch den Ort verläuft die Staatsstraße 210 Großhartmannsdorf–Mulda.

### Nachbarorte
|             | Weigmannsdorf                               | Lichtenberg |
| Helbigsdorf | Kompassrose, die auf Nachbargemeinden zeigt | Mulda       |
| Zethau      |                                             |             |

## Geschichte
1331 wird ein gewisser Cunzelinus dictus Randecker genannt, die erste Ortsnamenform datiert von 1387 als zu Randecke.
Kirchlich gehört Randeck seit der Reformation 1539 zu Helbigsdorf.
Vor 1545 übte das Nonnenkloster zu Freiberg die Grundherrschaft aus. In diesem Jahr verkaufte es Herzog Moritz an den Rat zu Freiberg. Dieser besaß es lediglich bis 1548 und trat es käuflich an die von Schönberg ab. Ab 1605 gehörte es zum Rittergut Dörnthal, 1764 wurde es Amtsdorf.

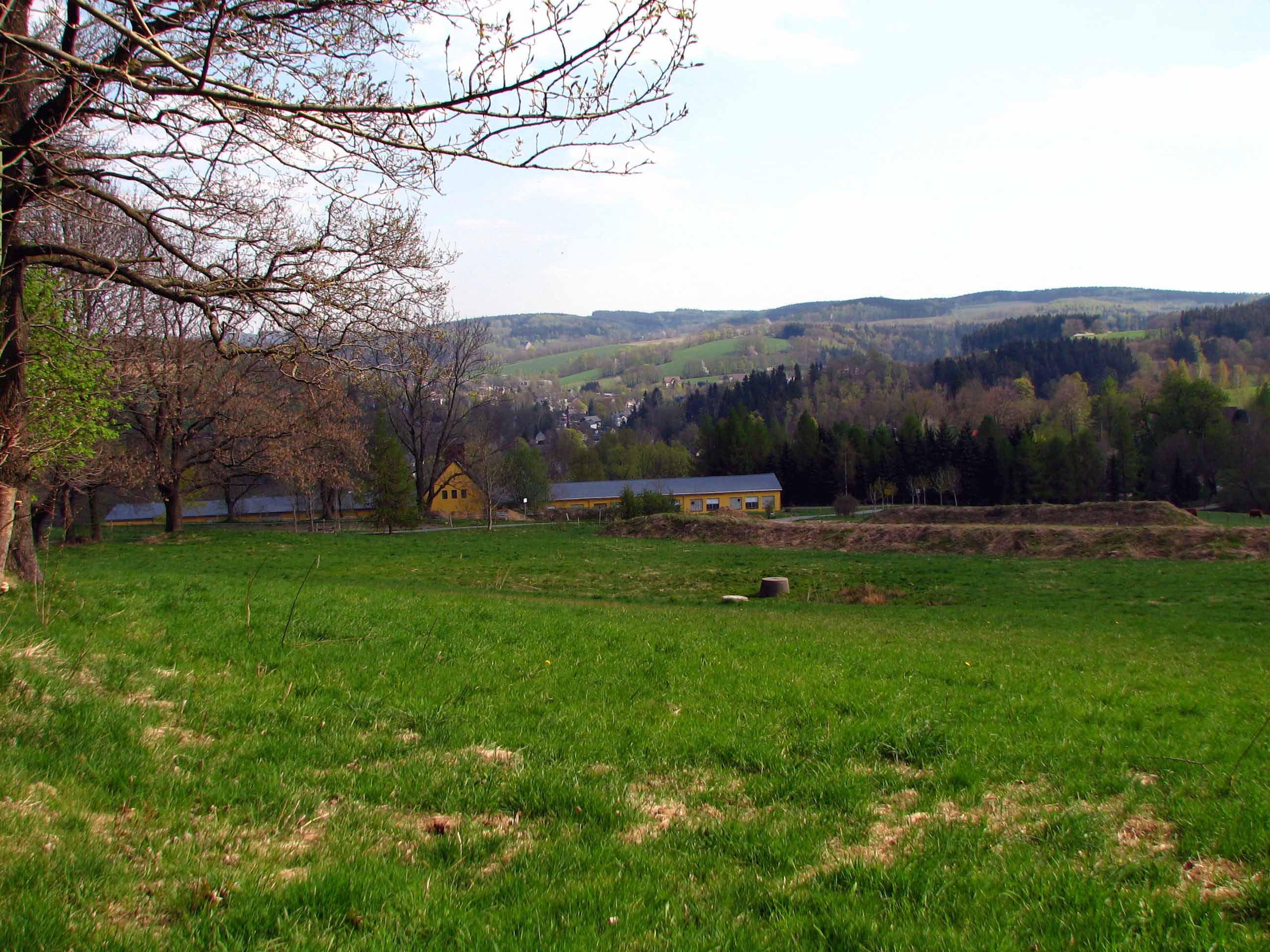
Blick über Randeck nach Mulda

Bereits vor 1667 soll in Randeck eine Schule existiert haben. Mit Gründung der Parochie Helbigsdorf gingen die hiesigen Schüler fortan in die in Helbigsdorf eingerichtete Kirchschule. Am 16. November 1882 wurde ein Schulneubau eingeweiht.
August Schumann nennt 1821 im Staats-, Post- und Zeitungslexikon von Sachsen Randeck betreffend u. a.:
„Der Ort enthält fast 30 Häuser und gegen 200 Bewohner, welche sich meist mit Ackerbau (vorzüglich gutem Flachsbau) und der starken Viehzucht, sonst aber auch mit Verfertigung von Schlitten, Bänken und anderem Holzgeräthe, auch verschiedener Handarbeit und der Korbflechterei beschäftigen.
Zu den 9, meist schön gebauten Gütern gehören 13 Hufen; davon sind 2½, als die eigentlichen Erblehngerichtsfluren, frei von Spannung und Magazinmetze. [...]
Das Gericht hat große und gute Gebäude, eine Thurmuhr, eine neugebaute, abgelegne Schenke; einen Kalkofen und eine starke Feldflur nebst trefflichen Muldenwiesen. Unter demselben liegt eine hübsche Mahl- und Schneidemühle. [...]
Von dem, ehedem hier gewesenen Bergbau findet man noch einige Spuren. Vor hundert Jahren wohnten in Randeck mehrere Strumpfwirker, auch ein paar Uhr- und Geigenmacher.“

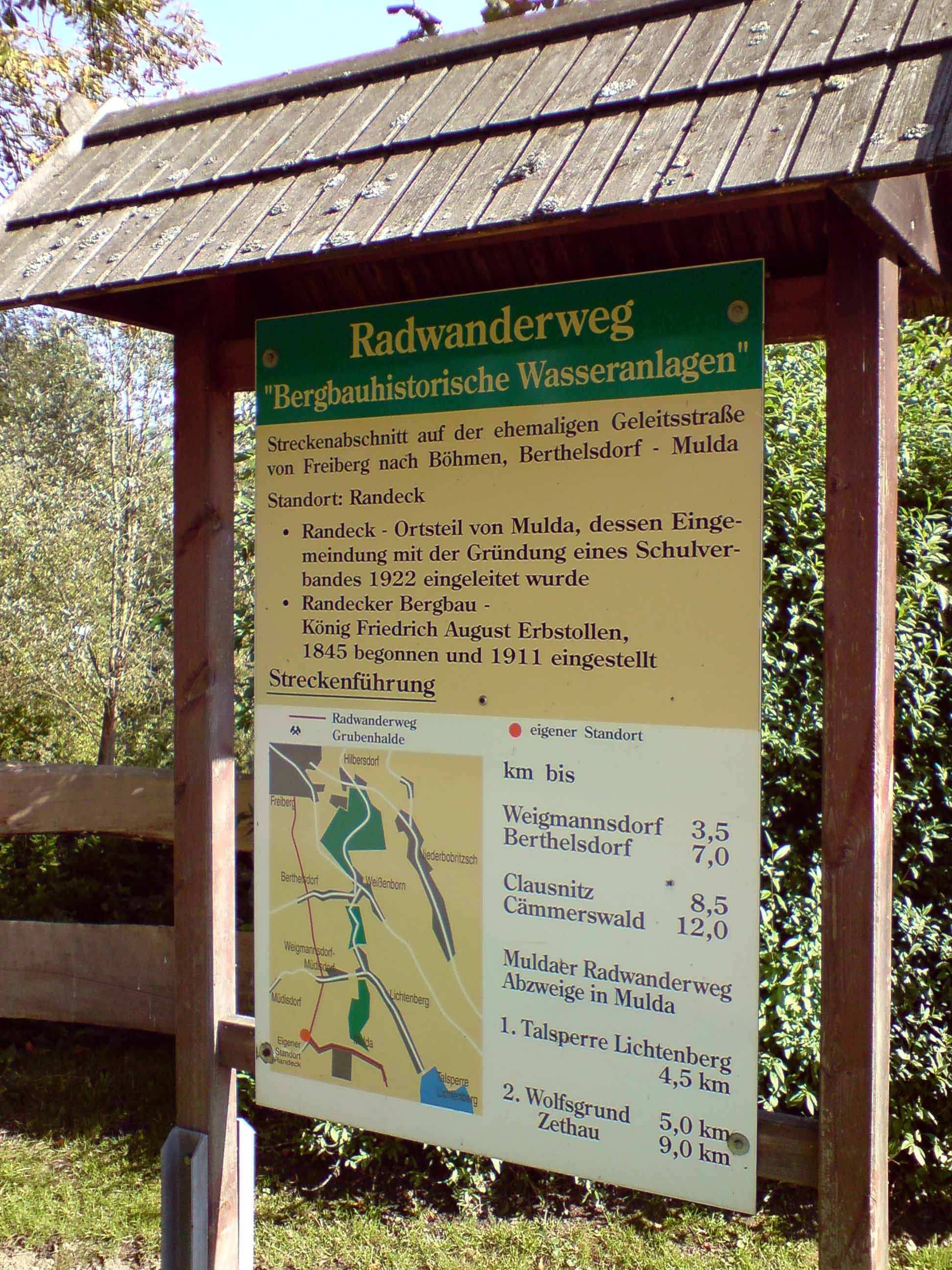
Infotafel in Randeck

Im Werk „Neue Sächsischen Kirchengalerie“ von 1901 heißt es weitergehend u. a.:
„[...] ebenso ist auch der Kalkofen, sowie eine später eingerichtete Ziegelei eingegangen [...] Auffällig ist die große Zahl von Mühlen im Orte (vier), die den verschiedensten Zwecken dienen. Endlich darf auch das an der Zethauer Straße gelegene Bergwerk, der „König-August-Erbstolln,“ eine allerdings nur schwach belegte Privatgrube, aus welcher hauptsächlich Schwerspat gewonnen wird, nicht unerwähnt bleiben. [...]
Der schon in früheren Jahrhunderten hier vorwiegende Ackerbau hat sich auch bis in die neueste Zeit als Hauptnahrungszweig erhalten, doch sind auch Handwerker, als Stuhlbauer und Drechsler, die sich die Wasserkraft zu Nutze machen, hier zu finden, wiewohl ihre Zahl die früherer Zeiten, wo Strumpfwirker, Uhrmacher und Geigenbauer, Stellmacher und Korbflechter gleichzeitig genannt werden.“
Bis 1911 ist der Bergbau im Ort nachweisbar. Am 1. August 1934 wurde Randeck mit Mulda zur Gemeinde Mulda-Randeck vereinigt. Der Namenszusatz Randeck entfiel am 25. Januar 1941 wieder.

### Entwicklung der Einwohnerzahl
| Jahr | Einwohnerzahl                                       |
| ---- | --------------------------------------------------- |
| 1546 | 27 besessene Mann und Häusler, 17 Inwohner          |
| 1764 | 11 besessene Mann, 6 Gärtner, 8 Häusler, 10 ½ Hufen |
| 1834 | 193                                                 |
| 1871 | 240                                                 |

| Jahr | Einwohnerzahl |
| ---- | ------------- |
| 1890 | 217           |
| 1910 | 192           |
| 1925 | 228           |

### Instrumentenbau vor Ort
Insgesamt lassen sich in einem Zeitraum von Mitte des 16. Jhds. bis Mitte des 18. Jahrhunderts ca. 35 Geigenbauer in Randeck und dem Nachbardorf Helbigsdorf nachweisen, sodass von einem Geigenbauerzentrum gesprochen werden kann. Dabei wurden die Randecker Geigen  u. a. bis auf die Messe nach Leipzig geliefert.
Berühmte Vertreter des Instrumentenbaus vor Ort kamen aus der Geigenbauerfamilie Klemm, die im Ort mit Beginn der Kirchenbücher ab 1550 bis ca. 1720 nachweisbar war. Noch heute sind die Originalinstrumente im Freiberger Dom zu sehen. Zwischen 1585 und 1594 wurden 30 Engelsfiguren mit den mit Blattgold überzogenen Instrumenten in der Begräbniskapelle des Doms aufgebaut. 1998 erfolgten während Renovierungsarbeiten in der Kapelle wissenschaftliche Untersuchungen u. a. mittels Röntgenaufnahmen und Computertomografien. In vier Instrumenten fanden sich Geigenzettel mit der Signatur "Baul Klemmes / Zu ran deck G" von Paul Klemm. Nach den Ergebnissen der Untersuchungen lässt vieles darauf schließen, dass auch die meisten anderen Instrumente aus der Werkstatt von Georg Klemm oder anderen Familienmitgliedern kommen.
Der Randecker Geigenbau erlebte im Dreißigjährigen Krieg und einer damit einhergehenden Pestwelle im Jahr 1632 einen massiven Einschnitt, von dem er sich nie wieder richtig erholte. Die Gründung einer Geigenbauerinnung im Jahr 1677 in Markneukirchen sorgte für eine Konkurrenzsituation, dem der Geigenbau vor Ort nicht gewachsen war und schließlich Mitte des 18. Jahrhunderts endgültig einging.

## Sonstiges
Randeck und der Nachbarort Helbigsdorf sind Schauplätze im 2010 erschienen Historienroman Die Lautenspielerin von Constanze Wilken.